# Kontinentalno pobočje
Kontinentalno pobočje je rahlo do zmerno nagnjen del morskega dan, ki se nahaja med zunanjim robom šelfa in globljimi deli oceanov. Globoko je okrog 2000m. POvprečni naklon pobočja je 2-5°, razrezano pa je s podmorskimi kanjoni. Nadaljuje se v abisalno ravnino, ki je z globino 3000-5000m najgloblji del oceanskega dna.